# Bob Boozer
Robert Louis „Bob” Boozer (ur. 26 kwietnia 1937 w Omaha, zm. 19 maja 2012 tamże) – amerykański koszykarz, skrzydłowy, mistrz NBA, igrzysk olimpijskich oraz panamerykańskich, uczestnik meczu gwiazd NBA.
Zmarł 19 maja 2012 na tętniaka mózgu.

## Osiągnięcia

### NCAA
- 2-krotny zawodnik roku konferencji Big Eight (1958–1959)
- Wybrany do:
  - I składu All-American (1958–1959)[6]
  - Akademickiej Galerii Sław Koszykówki (2016)
- Uczelnia zastrzegła należący do niego numer

### AAU
- Mistrz AAU (1960)[7]
- MVP turnieju AAU (1960)[7]
- Zaliczony do składu Amateur Athletic Union Men's Basketball All-American (1960)[7]

### NBA
- Mistrz NBA (1971)[1]
- Wicemistrz NBA (1966)[1]
- Uczestnik meczu gwiazd NBA (1968)[8]
- Lider play-off w skuteczności rzutów z gry (1962, 1967)[9]

### Reprezentacja
- Mistrz:
  - olimpijski (1960)[2]
  - igrzysk panamerykańskich (1959)[3]
- Wybrany do Koszykarskiej Galerii Sław jako członek drużyny olimpijskiej z 1960 roku (Naismith Memorial Basketball Hall Of Fame - 2010)[10]